# NGC 6538
NGC 6538 este o galaxie spirală situată în constelația Dragonul. A fost descoperită în 30 mai 1886 de către Lewis A. Swift.